# Het Kleine Volkje (Spookermonde)
Het Kleine Volkje (Engels: The Little People) is het achtste deel uit de jeugdboekenserie Spookermonde van de Amerikaanse auteur Christopher Pike. Het verscheen in 1996 in de Verenigde Staten en werd in 1998 vertaald in het Nederlands.

## Verhaal
Tijdens een picknick in het bos worden de fietsen en de horloges van Adam en zijn vrienden gestolen. Terwijl ze hun bezittingen zoeken komen ze Pan (half bok, half mens) tegen. Samen met hem proberen ze de tovenaar Klandor te overmeesteren.

## Personages
- Cindy Makey
- Adam Freeman
- Watch
- Sara Wilcox